# Pierre Bazy

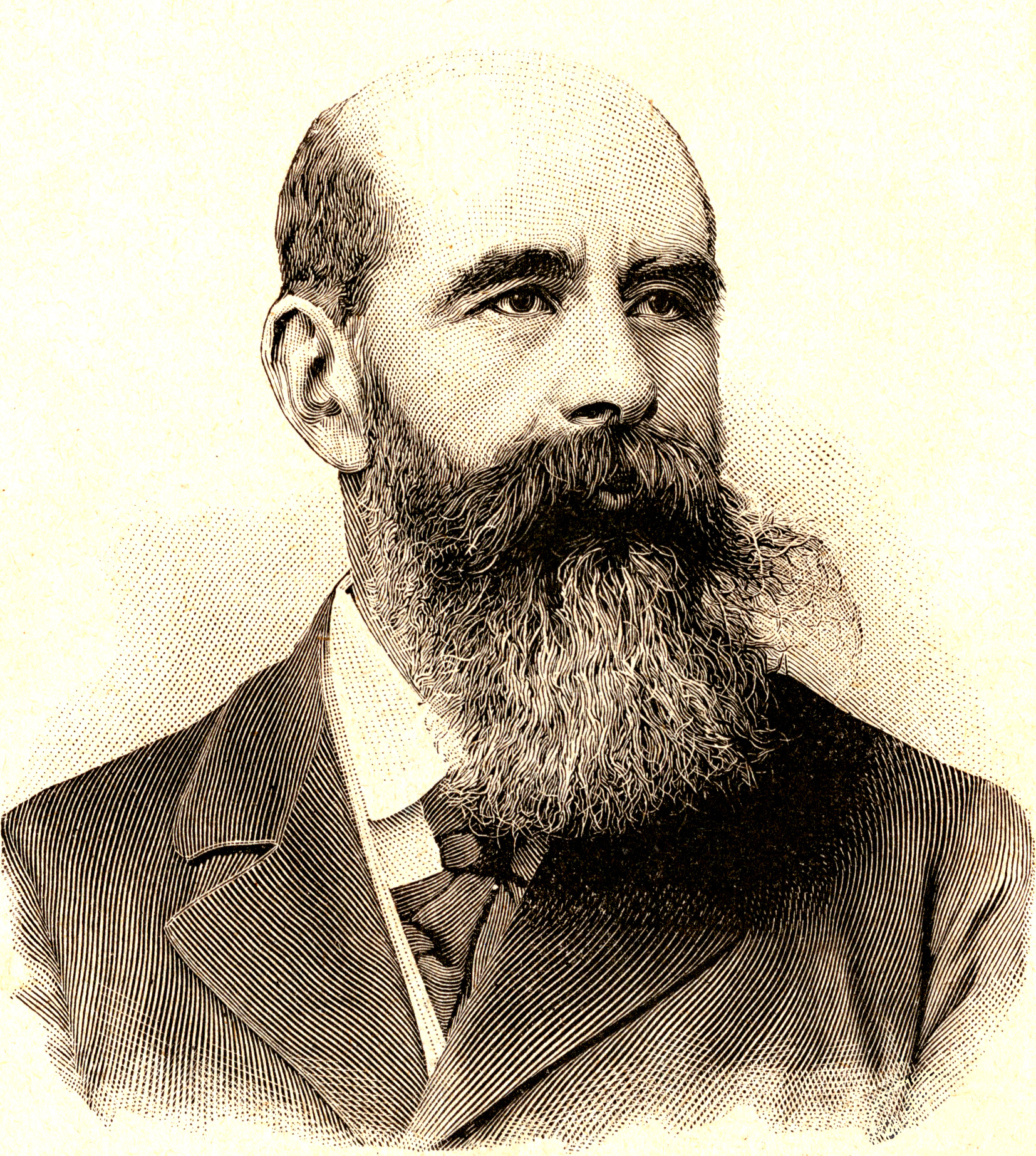

Pierre Bazy, född 28 mars 1853 i Sainte-Croix-Volvestre, departementet Ariège, död 22 januari 1934 i Paris, var en fransk kirurg.
Bazys omfattande och högt skattade litterära verksamhet rör sig huvudsakligen inom urinvägarnas sjukdomar, över vilka han utgav såväl mera detaljerade undersökningar som också större samlingsarbeten. Hans praktiska verksamhet faller också huvudsakligen inom urinvägarnas område, ehuru han som kirurg på olika sjukavdelningar i Paris även bedrev annan operativ verksamhet. Han var ledamot av Académie de médecine och av Académie des sciences (1921).